# 赵在礼
赵在礼（886年或882年-947年），五代时后唐大臣。字幹臣，涿州（今河北涿州）人。

## 簡介
赵在礼唐末事藩镇刘仁恭父子。后投奔后唐莊宗李存勖，为魏博軍效节指挥使。
后唐莊宗同光四年（926年），戍守瓦橋關的士兵皇甫暉半夜賭博失利，付不出錢給同袍，於是突然發表演講，要那些不能歸鄉同袍一起兵變，是為鄴都之變，皇甫暉挾持主帥楊仁晸，要楊仁晸參與叛變，仁晸不從，被皇甫暉殺死。皇甫暉又立另一名裨將，裨將也不從，又被皇甫暉殺死。皇甫暉又要立趙在禮為帥，趙在禮踰牆而走，被皇甫暉扯住腳，拉到牆下。皇甫暉出示楊仁晸、副將兩人的首級，威脅趙在禮，於是趙在禮同意成為叛軍主帥。
皇甫暉攻入邺都，立赵在礼为魏博留后。莊宗命元行钦率軍来招撫赵在礼，赵在礼也用牛肉、清酒犒賞元行钦的部眾，并坦言将士兵变是为了归乡，只要免死，一定改過自新。但监军武德使史彦琼却大骂，要破城之後将叛軍碎尸万段，魏博军遂坚守不降。
庄宗又派李嗣源來討伐，李嗣源卻也被部將挾持，與魏博軍合兵南下洛邑（今河南洛阳），一同造反。洛邑的軍官郭從謙趁機發動事變，將唐莊宗殺死，史稱興教門之變。李嗣源攻入洛邑，即位，是為后唐明宗，拜邺都（今河北临漳）留守。兴唐府府尹，沧州（今河北沧州）、同州（今陕西大荔）等地节度使。
后晋时兼侍中，进為公爵。他一生历仕三朝，調動十余藩鎮，其所至重征暴敛、强行搜刮、民不堪命，以致于当他在镇守宋州期间被罢免时，宋州人奔走相告，相互祝贺「眼中拔钉，岂不乐哉！」，这就是「眼中钉」的由来。然而赵在礼非常恼怒此事，就上表朝廷，请求在宋州多留一年，当时朝廷姑息迁就勋臣就准许了。于是赵在礼命令小吏搜检户口，每年交纳一千钱，称其为「拔钉钱」，他公开督促交纳，并鞭打不缴纳者，当年收钱达百万之多，远甚于朝廷规定的赋税。又好货殖，以至积财巨万，后晋出帝贪图其财，与其结为亲家，为子石延煦娶赵在礼女。后晋灭亡时，契丹攻入汴梁（今河南開封），赵在礼遭到契丹将领的侮辱，后又听说后晋大臣多被契丹人拘捕，日夜惶恐，自縊而死。后汉高祖即位后，追赠中书令。

## 延伸阅读
[在维基数据编辑]
 《舊五代史·卷90》，出自薛居正《舊五代史》
 《新五代史·卷46》，出自歐陽修《新五代史》